# Robert Stawell Ball

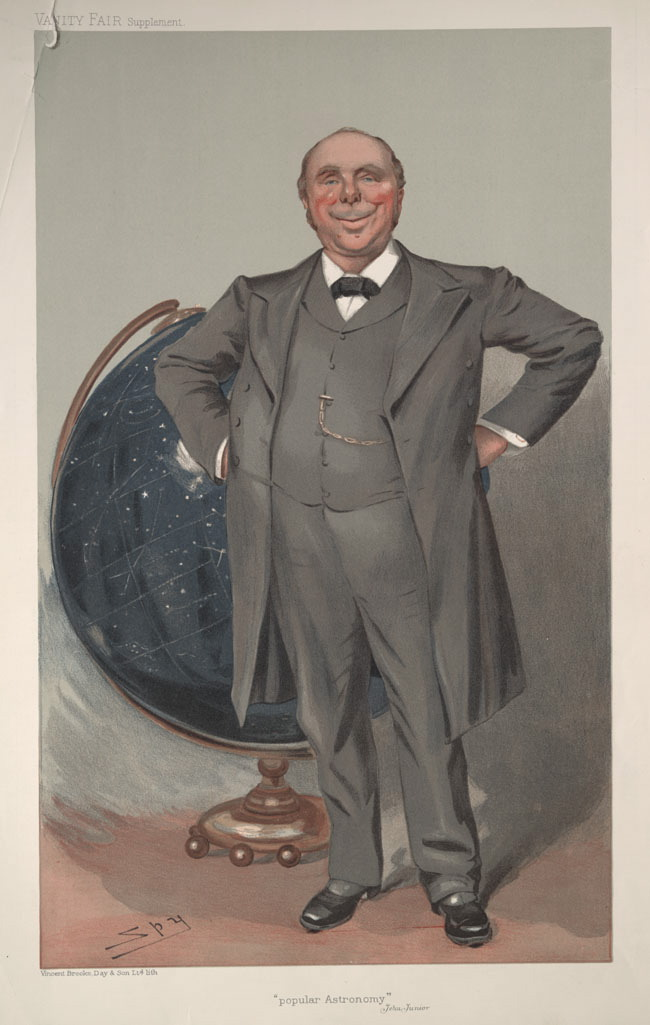
Robert Stawell Ball (1905) por Leslie Ward.

Robert Stawell Ball (1 de julio de 1840 - 25 de noviembre de 1913) fue un astrónomo irlandés. Como matemático, desarrolló en 1876 la teoría helicoidal.

## Semblanza
Ball nació en Dublín. Era hijo del naturalista Robert Ball
y de Amelia Gresley Hellicar.
Se educó en el Trinity College de su ciudad natal, y en 1865 comenzó a trabajar en el observatorio de William Parsons, Conde de Rosse, en Parsonstown, donde descubrió cuatro nebulosas espirales. Dos años después de la muerte del conde ejerció de profesor de matemáticas en la Universidad de Dublín, y en 1874 como Astrónomo Real de Irlanda. Este último puesto lo mantuvo hasta 1898; pero en 1892 volvió a ejercer de profesor, en esta ocasión de astronomía y geometría en la Universidad de Cambridge, y director del observatorio de la universidad mencionada. Entre 1897 y 1899 fue presidente de la Royal Astronomical Society, y en 1886 fue nombrado caballero. Desde 1899 hasta su muerte en 1913, fue presidente de la Sociedad del Cuaternión.
Es también un escritor reconocido de varios libros populares en la materia, siendo siempre fiel a un estilo simple, cosechando el éxito con libros tales como Treatise on Spherical Astronomy (1885) o Treatise on the Theory of Screws (1900). Murió en Cambridge el 25 de noviembre de 1913.
Su trabajo The Story of the Heavens es mencionado en el Ulysses, de James Joyce, concretamente en el capítulo que lleva por nombre "Ithaca". Un tomo de esta misma obra aparece también en el vídeo musical Secret de Cosmic Girls.

## Obras
- Experimental Mechanics. (1871).
- The Theory of Screws: A Study in the Dynamics of a Rigid Body. (1876).
- A Story of the Heavens. (1886).
- The Story of the Sun. (1893).
- A Treatise on the Theory of Screws. (1900).
- A Treatise on Spherical Astronomy. (1908).